# Christopher Beazley
Christopher Beazley (n. 5 septembrie 1952) este un om politic britanic, membru al Parlamentului European în perioadele 1984-1989, 1989-1994, 1999-2004 și 2004-2009 din partea Regatului Unit.
1. 1 2  Deputații în Parlamentul European